# Quốc kỳ Maroc
Quốc kỳ Maroc (tiếng Ả Rập: علم المغرب); tiếng Pháp: Drapeau du Maroc) là một lá cờ màu đỏ, có ngôi sao năm cánh đan lên nhau màu xanh lá

## Lịch sử

1666-1915
1915 đến nay